# Arzen
 (août 2022).
Si vous disposez d'ouvrages ou d'articles de référence ou si vous connaissez des sites web de qualité traitant du thème abordé ici, merci de compléter l'article en donnant les références utiles à sa vérifiabilité et en les liant à la section « Notes et références ».
Arzen (Arzan en arabe, Ardzen en arménien) est une ancienne ville d'Arménie occidentale, dans l'actuelle province turque de Siirt, centre d'un émirat indépendant entre 813 et 898. Par la suite, la cité est la victime des guerres byzantino-arabes dans le contexte des conquêtes byzantines au détriment des Hamdanides. Au XIIe siècle, la ville est abandonnée et tombe en ruines dont peu de vestiges subsistent aujourd'hui.

## Histoire
L'origine du nom Arzen est incertaine mais n'est pas arménienne. Située sur les rives du fleuve Garzan Su, au sud-est de la Turquie, est redécouverte au début des années 1860 par John George Taylor, le consul britannique de Diyarbakir. Il en livre une description dans son récit de voyage, Travels in Kurdistan. En 1995-1996, T.A. Sinclair identifie Arzen avec Tigranakert, la capitale de l'ancien royaume d'Arménie fondée par Tigrane II d'Arménie. Précédemment, la ville d'Arzen était identifiée avec Martyropolis ou Kızıltepe.
Durant l'Antiquité, Arzen est la capitale et la principale cité de l'Arzanène. Sous le royaume d'Arménie, l'Arzanène est gouvernée par un bdeašx. Après la paix de 297, la ville ainsi que le reste de la région d'Arzanène et les régions de Sophène, Ingilène, Zabdicène et Gordyène sont cédées aux Romains par l'empereur sassanide Narseh. Néanmoins, ces territoires redeviennent perses en 363. Le poste de bdeašx semble perdurer puisqu'un de ses détenteurs, appelé Hormizd, est mentionné par Procope de Césarée en 528 comme un général sassanide.
Vers 410, Arzen est mentionnée comme évêché de l'Église syriaque, suffragant de Nisibis. Lors des Ve et VIe siècles, la ville reste aux mains des Sassanides et constitue une de leurs forteresses lors des guerres perso-byzantines. En effet, elle se situe sur la route qui va d'Amida en Haute Mésopotamie vers les montagnes arméniennes et les cités arméniennes de Dvin et d'Artaxata. Sous l'empereur Maurice, dans la deuxième moitié du VIe siècle, la ville est reprise par les Romains et, selon Théophylacte Simocatta, 10 000 habitants de la région sont déportés de force vers Chypre.
La ville est prise par les Arabes en 640, aux débuts des conquêtes musulmanes. Les géographes arabes l'incluent dans la Jazira, soit la Haute-Mésopotamie, au sein de la province de Diyar Bark. Cette région, fertile, est réputée pour sa richesse. Selon Qudama Ibn Jaafar, les revenus combinés d'Arzen et de Mayyafariqin située à proximité sont de 4,1 millions de dirhams sous les Abbassides. Si les terres arméniennes plus au nord deviennent le centre du royaume d'Arménie restauré au IXe siècle, Arzen et les villes proches sont rapidement arabisées. Leur population ne diffère guère de celles de Haute-Mésopotamie et de Syrie. La tribu des Banu Shayban, une branche des Banu Bakr, s'installe dans la région et domine bientôt la province de Diyar Bakr jusqu'à la fin du IXe siècle.
La ville d'Arzen devient le centre d'un émirat dominé par les Zourarides, une dynastie probablement ascendante des Banu Bakr même si son origine exacte est impossible à établir. Le premier membre connu de cette dynastie est Moussa Ibn Zourara au milieu du IXe siècle. Les Zourarides s'allient matrimonialement avec leurs voisins arméniens et chrétiens. Moussa sa marie ainsi avec la sœur de Bagrat II Bagratouni tandis que son fils, Abu'l-Maghra épouse une princesse de la famille des Arçrouni.